# CJD Feuerbach
Le club de volley-ball féminin de Feuerbach (et qui a changé de nom en raison d'un changement de sponsor principal) a aujourd'hui disparu.

## Historique
- 1988 : le club prend le nom de CJD Feuerbach

## Palmarès
- National
  - Championnat d'Allemagne de l'Ouest : 1989, 1990, 1991
  - Coupe d'Allemagne de l'Ouest : 1987, 1988, 1989, 1990
- Européen
  - Coupe de la CEV : 1983